# 9月7日 (旧暦)
旧暦9月7日（きゅうれきくがつなのか）は旧暦9月の7日目である。六曜は先負である。

## できごと
- 治承4年（ユリウス暦1180年9月27日） - 木曾の源義仲が平家討伐の兵を挙げる
- 建仁3年（ユリウス暦1203年10月13日） - 源千幡が征夷大将軍に任ぜられ、名を実朝と改める
- 建治元年（ユリウス暦1275年9月27日） - 鎌倉幕府執権・北条時宗が、入貢を要求した元の使者5人を斬殺
- 慶長5年（グレゴリオ暦1600年10月13日） - 大津城に対して包囲攻撃を開始（大津城の戦い）
- 明治5年（グレゴリオ暦1872年10月9日） - 東京～京都間に電信線が開通

## 誕生日
- 延暦5年（ユリウス暦786年10月3日） - 嵯峨天皇、52代天皇（+ 842年）
- 永正8年（ユリウス暦1511年9月28日）- 松平清康、戦国時代の武将、徳川家康の祖父（+ 1535年）
- 寛政11年（グレゴリオ暦1799年10月5日）- 箕作阮甫、蘭学者（＋ 1863年）

## 忌日
- 慶長19年（グレゴリオ暦1614年10月10日） - 千少庵、茶人（* 1546年）
- 寛永6年（グレゴリオ暦1629年10月23日） - 原マルティノ、イエズス会司祭・天正遣欧使節副使
- 寛文8年（グレゴリオ暦1668年10月12日） - 片山良庵、軍学者（* 1601年）
- 宝暦元年（グレゴリオ暦1751年10月25日） - 並木宗輔、浄瑠璃作者（* 1695年）
- 文化13年（グレゴリオ暦1816年10月27日） - 山東京伝、戯作家（* 1761年）

## 記念日・年中行事
- カジマヤー祝い - 沖縄では、数え年の97歳の長寿祝いに風車（カジマヤー）を持たせて祝う